# Vincent Delerm

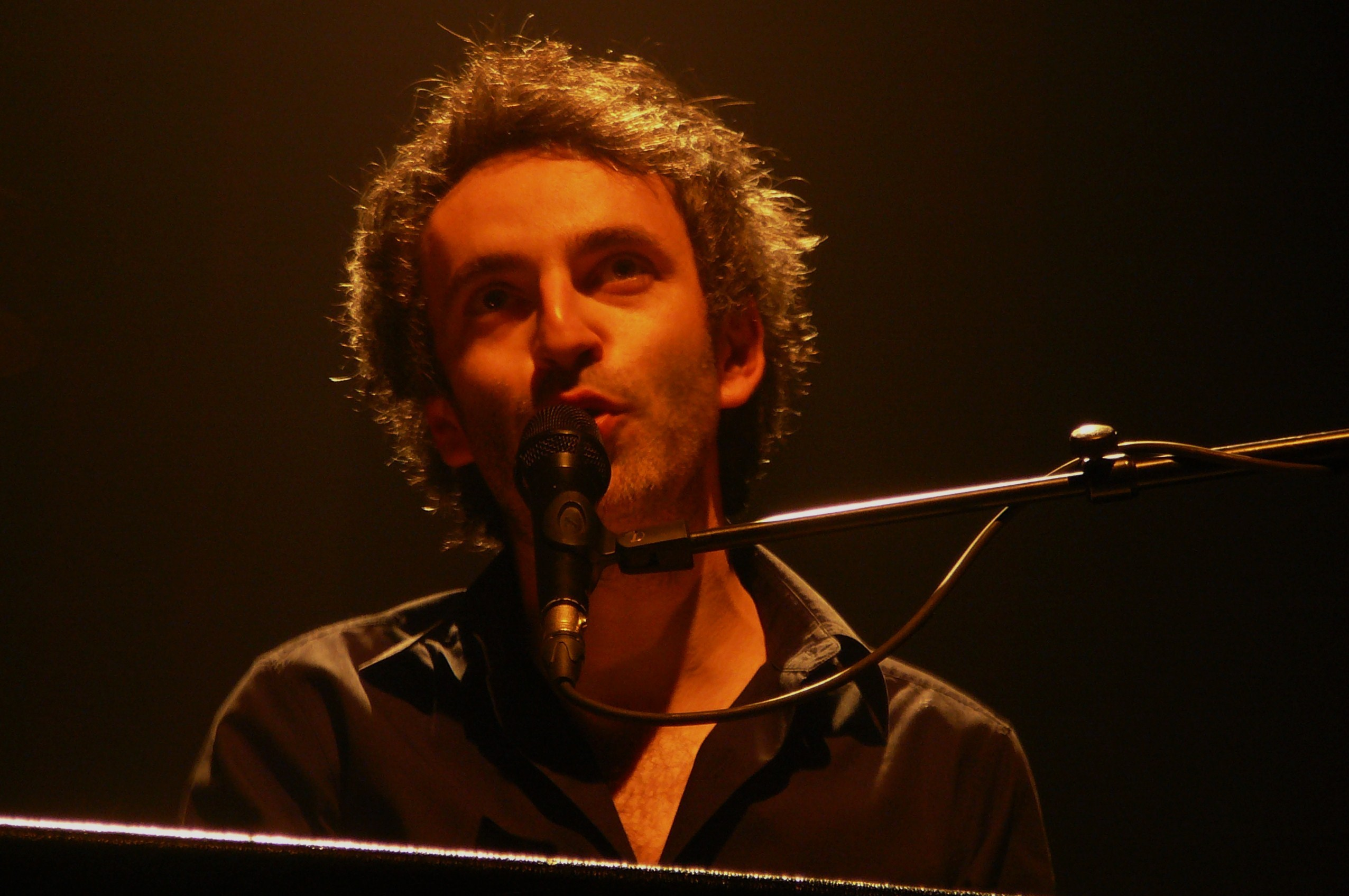
Delerm durante un concierto en La Cigale, París, 2009.

Vincent Delerm (Évreux, 31 de agosto de 1976) es un compositor y cantante francés. 
Es hijo del escritor Philippe Delerm y de Martine Delerm, ilustradora de novelas juveniles.

## Influencias
Comenzó a tocar el piano muy joven influenciado por William Sheller, Barbara y Michel Berger. Su música se encuentra influenciada particularmente por la melancolía amorosa de Alain Souchon, los textos de las canciones de grupos ingleses como The Smiths y Pulp, así como por la música del compositor Angelo Branduardi.

## Discografía
- Vincent Delerm (2002)
- Kensington Square (2004)
- Les Piqûeres d´araignée (2006)
- Quinze Chansons (2008)
- Léonard a une sensibilité de gauche (2011)
- Les amants paralleles (2013)
- À présent (2016)
- Panorama (2019)
- Je ne sais pas si c'est tout le monde (2020)
- Seize Printemps (2021)
- Comme une histoire (2022)